# Lili Reinhart
Lili Pauline Reinhart (n. 13 septembrie 1996, Cleveland, Ohio, SUA) este o actriță americană, cunoscută pentru portretizarea lui Betty Cooper în serialul de dramă Riverdale.

## Viața personală
În iunie 2020, Lili a anunțat oficial că este bisexuală. Ea a fost împreună cu actorul Cole Sprouse, dar s-au despărțit în 2020.